# Arroyo Hualcupén
Arroyo Hualcupén es un curso de agua de la provincia del Neuquén, República Argentina. Este arroyo nace al pie de la cordillera de los Andes, en la Laguna Hualcupén y es un afluente del río Agrio.
Este arroyo se encuentra muy próximo a la localidad de Caviahue-Copahue, su extensión es de aproximadamente 43 km (desde su nacimiento, hasta la desembocadura con el río Agrio), descarga sus aguas muy próximo a la localidad de Loncopue, a tan solo 12 km.
En sus aguas se puede practicar la pesca de lanzamiento con mosca y con señuelos, obteniéndose ejemplares de trucha arcoíris, fontinalis y perca.